# Фазлян, Перч
Перч Фазлян (араб. بيرج فازليان‎, Берг Вазлян; англ. Berj Fazlian, Бердж Фазлян; 1926, Константинополь, Турция — 2016, Ливан) — ливанский театральный режиссёр и актёр армянского происхождения, один из основателей ливанского театра, которого называют «патриархом ливанского театра». Также его называют пионером возрождения кино в Ливане.

## Биография
Родился в Стамбуле, Турция, в 1926 году.
В 18 лет начал увлекаться театральным искусством и учился режиссуре и актёрскому мастерству в частной театральной академии в Стамбуле. Он приехал в Ливан в 1951 году и стал одним из тех, кто, как говорит министр культуры Ливана, способствовал повышению уровня ливанской театральной и кинематографической игры и режиссуры с 1960-х годов до своей кончины.
В конце 1950-х годов Фазлян основал театральную труппу имени Ваграма Папазяна.
Фазлян поставил для ливанского театра более 160 пьес на трёх языках: арабском, французском и армянском.
Умер в феврале 2016 года. Отпевание прошло в армянской церкви Святого Григория Просветителя.